# 老君洞 (融水)
25°03′47″N 109°14′41″E / 25.06306°N 109.24472°E
老君洞位于广西壮族自治区柳州市融水苗族自治县县城西南郊，又名真仙岩、灵城岩、灵岩，为喀斯特地貌景观。
建筑始建于唐朝，根据《融水县志》记载，宋太宗赐“御书碑”120轴藏于老君洞内，并敕封老君洞为“真仙岩”。明朝旅行家徐霞客曾到此游览，在老君洞住了13天，于游记中对此处有大量记载。老君洞在清朝康熙时期已具较大规模。经过历代的损毁，新建，现存摩崖石刻30多处，宋碑17块，包括北宋司马光书《风火家人卦辞》、吴会刻吴道子画孟获像等。

## 延伸阅读
[在维基数据编辑]
 《欽定古今圖書集成·方輿彙編·山川典·真仙巖部》，出自陈梦雷《古今圖書集成》